# Aulacoserica gabonensis
Aulacoserica gabonensis är en skalbaggsart som beskrevs av Frey 1974. Aulacoserica gabonensis ingår i släktet Aulacoserica och familjen Melolonthidae. Inga underarter finns listade.